# Súper Rugby 2000
El Super 12 2000 fue la quinta edición del torneo hoy llamado Super Rugby, que es disputado por equipos de Australia, Nueva Zelanda y Sudáfrica.

## Clasificación
- 4 puntos por ganar.
- 2 puntos por empatar.
- 1 punto bonus por perder por siete puntos o menos.
- 1 punto bonus por anotar cuatro o más tries en un partido.

| Pos. | Equipo      | PJ | Gan | Emp | Per | PaF | PeC | Dif  | BP | Pts |
| ---- | ----------- | -- | --- | --- | --- | --- | --- | ---- | -- | --- |
| 1    | Brumbies    | 11 | 9   | 0   | 2   | 393 | 196 | +197 | 9  | 45  |
| 2    | Crusaders   | 11 | 8   | 0   | 3   | 369 | 293 | +76  | 7  | 39  |
| 3    | Highlanders | 11 | 6   | 0   | 5   | 320 | 280 | +40  | 8  | 32  |
| 4    | Cats        | 11 | 7   | 0   | 4   | 320 | 334 | -14  | 4  | 32  |
| 5    | Stormers    | 11 | 6   | 1   | 4   | 298 | 276 | +22  | 5  | 31  |
| 6    | Blues       | 11 | 6   | 0   | 5   | 300 | 262 | +38  | 6  | 30  |
| 7    | Reds        | 11 | 6   | 0   | 5   | 317 | 305 | +12  | 6  | 30  |
| 8    | Hurricanes  | 11 | 6   | 0   | 5   | 308 | 329 | -29  | 5  | 29  |
| 9    | Waratahs    | 11 | 5   | 0   | 6   | 273 | 258 | +15  | 5  | 25  |
| 10   | Chiefs      | 11 | 3   | 0   | 8   | 257 | 352 | -95  | 8  | 20  |
| 11   | Bulls       | 11 | 1   | 2   | 8   | 231 | 395 | -164 | 3  | 11  |
| 12   | Sharks      | 11 | 1   | 1   | 9   | 235 | 341 | -106 | 3  | 9   |

## Fase final

### Semifinales
| 20 de mayo de 2000 | Brumbies | 28 – 5 | Cats | Bruce Stadium, Canberra, |  |

| 20 de mayo de 2000 | Crusaders | 37 - 15 | Highlanders | Lancaster Park, Christchurch, |  |

### Final
| 27 de mayo de 2000 | Brumbies | 19 – 20 | Crusaders | Bruce Stadium, Canberra,        |  |
|                    |          |         |           | Asistencia: 28.753 espectadores |  |

| Bandera de Nueva Zelanda |
| Campeón Crusaders        |
| Tercer título            |